# Ertić
Ertić falu Horvátországban, a Károlyváros megyében. Közigazgatásilag Žakanjéhoz tartozik.

## Fekvése
Károlyvárostól 22 km-re északnyugatra, községközpontjától 5 km-re délnyugatra, a Kulpa bal partján a szlovén határ mellett fekszik.

## Története
1857-ben 85, 1910-ben 82 lakosa volt. A trianoni békeszerződésig Zágráb vármegye Károlyvárosi járásához tartozott. 2011-ben 16-an lakták.

## Lakosság
| Lakosság változása | Lakosság változása | Lakosság változása | Lakosság változása | Lakosság változása | Lakosság változása | Lakosság változása | Lakosság változása | Lakosság változása | Lakosság változása | Lakosság változása | Lakosság változása | Lakosság változása | Lakosság változása | Lakosság változása | Lakosság változása |
| ------------------ | ------------------ | ------------------ | ------------------ | ------------------ | ------------------ | ------------------ | ------------------ | ------------------ | ------------------ | ------------------ | ------------------ | ------------------ | ------------------ | ------------------ | ------------------ |
| 1857               | 1869               | 1880               | 1890               | 1900               | 1910               | 1921               | 1931               | 1948               | 1953               | 1961               | 1971               | 1981               | 1991               | 2001               | 2011               |
| 85                 | 106                | 88                 | 101                | 73                 | 82                 | 78                 | 72                 | 66                 | 71                 | 57                 | 66                 | 23                 | 26                 | 25                 | 16                 |